# Tsukiji
Tsukiji (築地?) è un distretto del quartiere speciale di Chūō a Tokyo. È sede dell'omonimo mercato del pesce. La zona, il cui nome significa letteralmente "terra di bonifica", si trova nei pressi del fiume Sumida su terreni bonificati dalla baia di Tokyo nel Settecento, durante il periodo Edo.

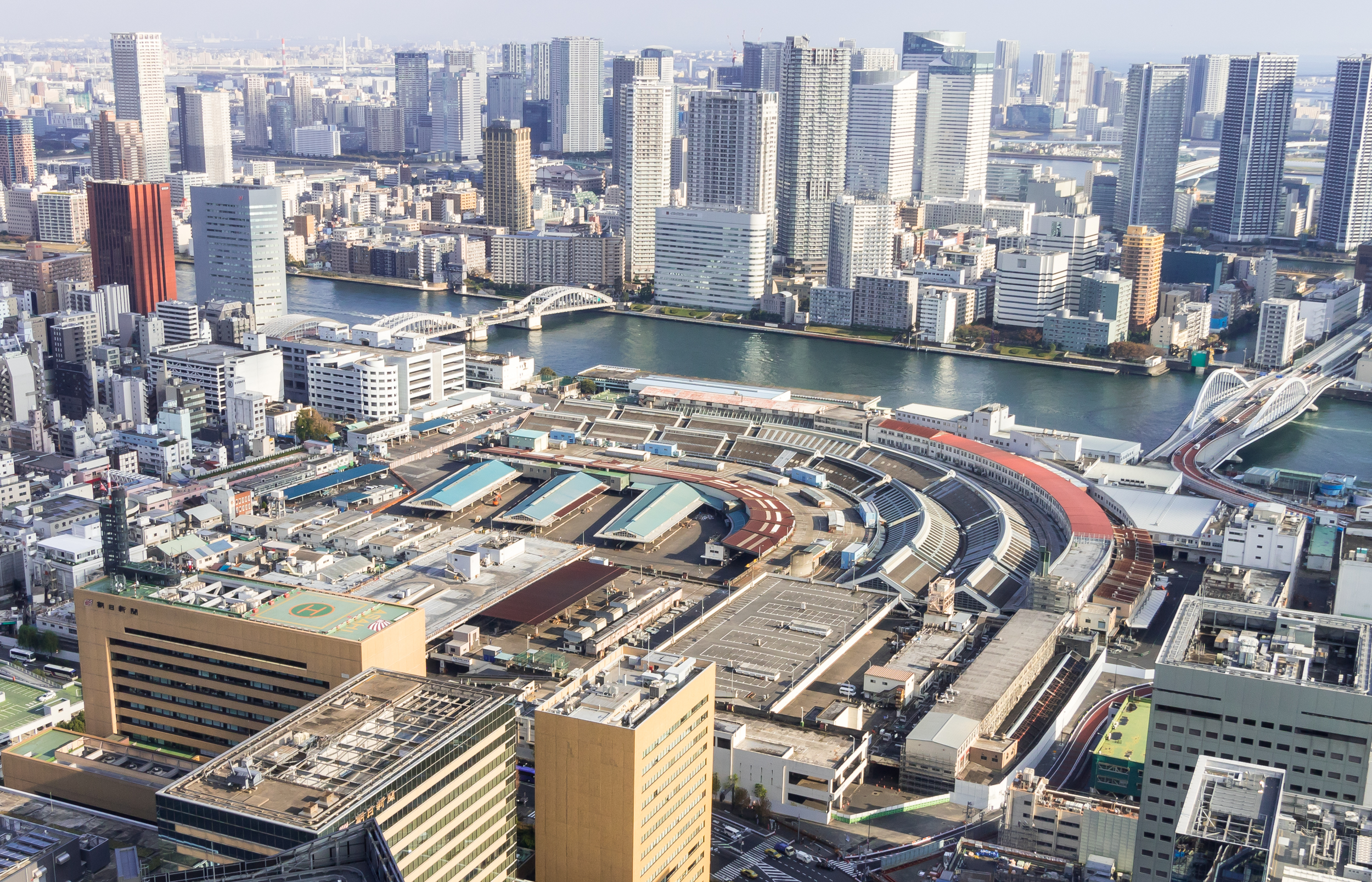
Mercato ittico di Tsukiji (2018)

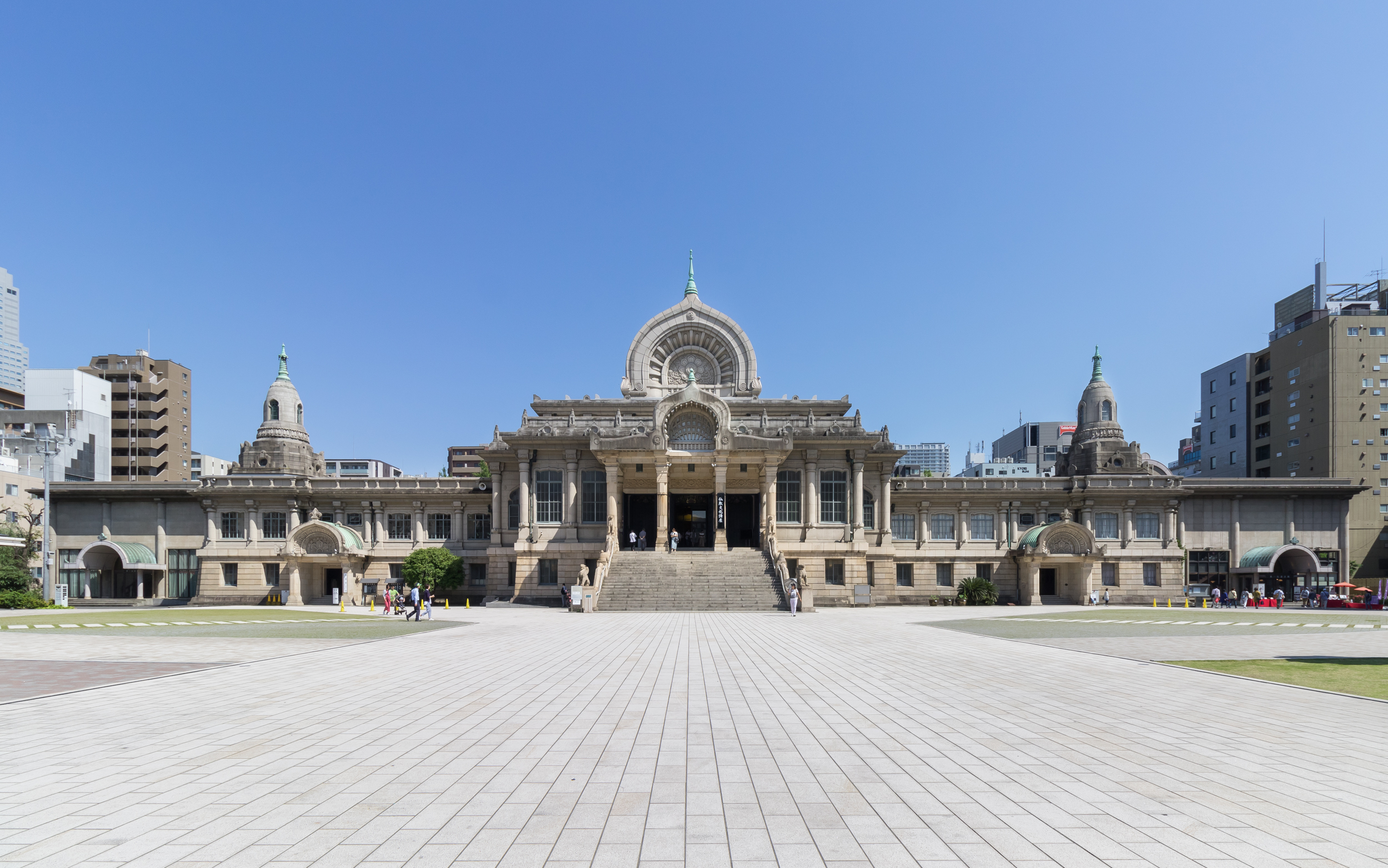
Tsukiji Hongan-ji

Esistono distretti chiamati Tsukiji anche a Kōbe e Amagasaki, due città della prefettura di Hyōgo, ma nessuno di loro ha la notorietà di quello di Tokyo.

## Storia
Il distretto di Tsukiji deve il suo nome al fatto di essere costruito su terreni di bonifica, strappati alle pianure paludose che si stendevano lungo il delta del fiume Sumida. Durante l'intero periodo Tokugawa, la terra estratta dai vasti scavi di fossati e canali portati avanti nello shōgunato è stata usata sistematicamente per riempire le paludi che costeggiavano il corso d'acqua, dando origine a nuovi quartieri commerciali e residenziali lungo il fiume.
Il grande incendio di Meireki distrusse, nel 1657, oltre due terzi delle costruzioni di Edo, compreso il tempio Hongan-ji ad Asakusa, l'enorme sede centrale del Kantō della scuola buddhista Jodo Shinshu. Di conseguenza, il tempio venne trasferito a Tsukiji e molti dei residenti della vicina Tsukudajima parteciparono attivamente alla ricostruzione dello stesso. Diversi altri templi vennero inoltre eretti nel luogo che oggi corrisponde al mercato esterno. Infine, vennero costruite molte residenze riservate ai samurai e ai signori feudali lungo il margine meridionale di Tsukiji. Nel 1869 Tsukiji venne designata come zona residenziale autorizzata per gli stranieri.
Il grande terremoto del Kantō del 1º settembre 1923 e i furiosi incendi che ne risultarono, causarono danni incalcolabili in tutto il centro di Tokyo. Una parte significativa del distretto di Tsukiji arse fino alle fondamenta e il vecchio mercato ittico di Nihonbashi venne completamente raso al suolo. Nella ristrutturazione dell'intera città che seguì il terremoto, il mercato del pesce venne destinato a Tsukiji. Il mercato ittico di Tsukiji riaprì nel 1935, dopo la costruzione di una moderna struttura commerciale.
Il mercato è stato chiuso il 6 ottobre 2018 per far posto a servizi per i futuri giochi olimpici. L'attività viene trasferita in una nuova sede a Mercato di Toyosu.

## Monumenti e luoghi d'interesse
- Molti dei turisti che visitano Tokyo ritengono il mercato all'ingrosso centrale, più noto come "mercato ittico di Tsukiji", uno dei luoghi migliori al mondo per il sushi. È inoltre il più grande mercato ittico al mondo, che movimenta oltre 2000 tonnellate di frutti di mare al giorno, di 540 varietà diverse.[1] Nel mercato, fra operai, amministrativi e venditori accreditati vi lavorano tra le 60.000 e le 65.000 persone.
- Il tempio Tsukiji Hongan-ji, molto importante per la scuola buddhista Jodo Shinshu. Al suo interno si trova un piccolo memoriale dedicato alla ex rockstar Hide.
- La St. Luke Garden Tower, una delle costruzioni più alte di Tokyo, e l'attiguo ospedale St Luke con annessa scuola per infermiere
- Il Centro nazionale per la cura dei tumori

## Aziende con sede in Tsukiji
- Il quotidiano Asahi Shimbun
- L'azienda di telecomunicazioni NTT Data

## Stazioni della metropolitana
- Stazione di Tsukiji-shijo sulla linea Toei Oedo
- Stazione di Tsukiji sulla linea Hibiya della metropolitana di Tokyo
- Raggiungibile a piedi da Shinbashi e Ginza